# 梅林天后宫
梅林天后宫，位于中国福建省南靖县梅林镇梅林村梅溪北岸，明崇祯年间（1628—1644年）始建，历代修葺。坐东北向西南，由前殿和后殿组成，总占地面积约1500平方米。前殿单层砖木结构，祀关帝，俗称“武庙”；后殿为双层楼阁式悬山顶建筑，底层祀保生大帝和观音佛祖，二层祀妈祖。2009年11月16日公布为第七批福建省文物保护单位。